# 2023年2月中國大陸

## 2月3日
- 美國及加拿大監測到中國的間諜氣球從北美上空飛越後[1]，中國外交部聲稱該氣球為中國的民用無人飛艇，用於氣象等科研目的，因西風帶影響偏離預定航線[2]，隨後美國國務卿安東尼·布林肯取消原定2月5日至6日的訪華行程回應事件[3]。

## 2月8日
- 有民眾因不滿武漢市政府推行醫保改革中減少每月個人賬戶補貼金額之政策，進而發起示威遊行[4]。

## 2月14日
- 中国足球协会主席、党委副书记陈戌源涉嫌严重违纪违法，目前正接受中央纪委国家监委驻国家体育总局纪检监察组和湖北省监委审查调查。[5]

## 2月16日
- 在新疆人權問題的輿論壓力下，英國外交部和歐洲政治新聞網站證實中共新疆維吾爾自治區黨委副書記、政府主席艾爾肯·吐尼亞孜，以工作繁忙為由取消英國及歐洲訪問行程。[6]

## 2月22日
- 下午1時12分，內蒙古阿拉善左旗孿井灘生態移民示範區內蒙古新井煤業有限公司煤礦西採區的一處露天煤礦場發生大面積坍塌，造成6人死亡、6人受傷、47人失聯；6名傷者送往寧夏吳忠市青銅峽市醫院搶救，傷者中有1人重傷、5人輕傷[7]。當時發生坍塌持續約30至40秒。據監控畫面顯示，現場數十台車輛及人員瞬間被埋[8]。坍塌土堆高達約80公尺，東西長500公尺、南北長200公尺。下午6點44分礦場又發生第二次更嚴重的山體滑坡，救援被迫中斷[9]。阿拉善左旗露天煤矿坍塌事故。
- 晚間7時20分許，江西省南昌市新建区樵舍镇和联圩镇交界處的贛江偏東南水域一艘油船起火，船上4名船員失聯，當地交通海事部門等接報後立即到場處理。晚間9時09分，現場火勢完全被撲滅。當局初步查明，是船上的生活艙起火，汽油艙並未起火[10][11]。

## 2月27日
- 20日，河南省安阳市滑县桑村乡楊大召村一名張姓男子與24歲楊姓妻子因家庭矛盾糾紛發生爭執，張姓男子持刀殺害楊姓妻子[12][13]。27日，引發警民衝突[14][15]。